# 弗雷澤河

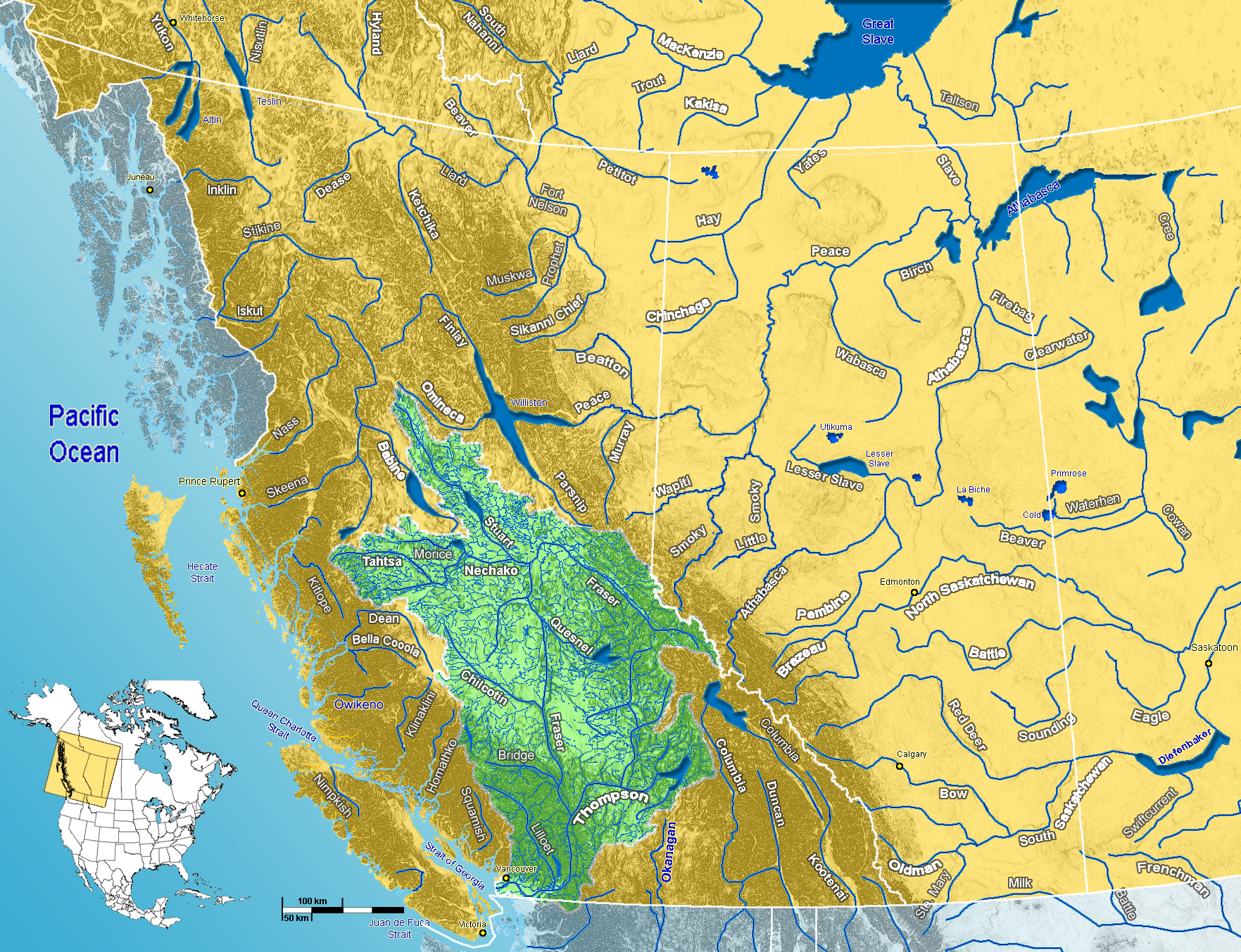
弗雷澤河流域圖

弗雷澤河 （英語：Fraser River），加拿大華人稱為菲沙河，是加拿大卑詩省最長的河流、加拿大第十長河流。全長1,375公里，流域面積220,000平方公里，當中一小部份位於美國華盛頓州。發源自洛磯山，在溫哥華和列治文之間流入太平洋。
1792年西班牙人進入河的下流，1807年西門·菲沙完成了上游的探測，證明了此河不與哥倫比亞河相連。河名也以他命名。

## 名稱
弗雷澤河在當地原住民語言中的名稱包括：
- 哈爾克梅林語：斯托洛河（Stó:lō，意為「大河」）；
- 達凱希語（法语：Dakelh (langue)）：希塔科赫河（Lhtakoh；意為「河中之河」）[3]；
- 奇爾科廷語（法语：Chilcotin (langue)）：埃希達科赫河（ʔElhdaqox；意為「鱘魚河」）[4]。